# Nigritomyia consobrina
Nigritomyia consobrina är en tvåvingeart som först beskrevs av Jacques-Marie-Frangile Bigot 1879.  Nigritomyia consobrina ingår i släktet Nigritomyia och familjen vapenflugor. Inga underarter finns listade i Catalogue of Life.